# Museum für Völkerkunde zu Leipzig
Das Museum für Völkerkunde zu Leipzig ist ein ethnologisches Museum in Leipzig in staatlicher Trägerschaft. Es ist Teil der Staatlichen Ethnographischen Sammlungen Sachsens.
Das Museum besitzt mit seinen über 200.000 Objekten eine der größten ethnographischen Sammlungen Deutschlands. Verwaltung, Ausstellungen und Sammlungen sind heute im neuen Grassimuseum in Leipzig am Johannisplatz untergebracht. Kommissarische Direktorin der Völkerkundemuseen in Leipzig, Dresden und Herrnhut ist seit Oktober 2024 Sylvia Karges.

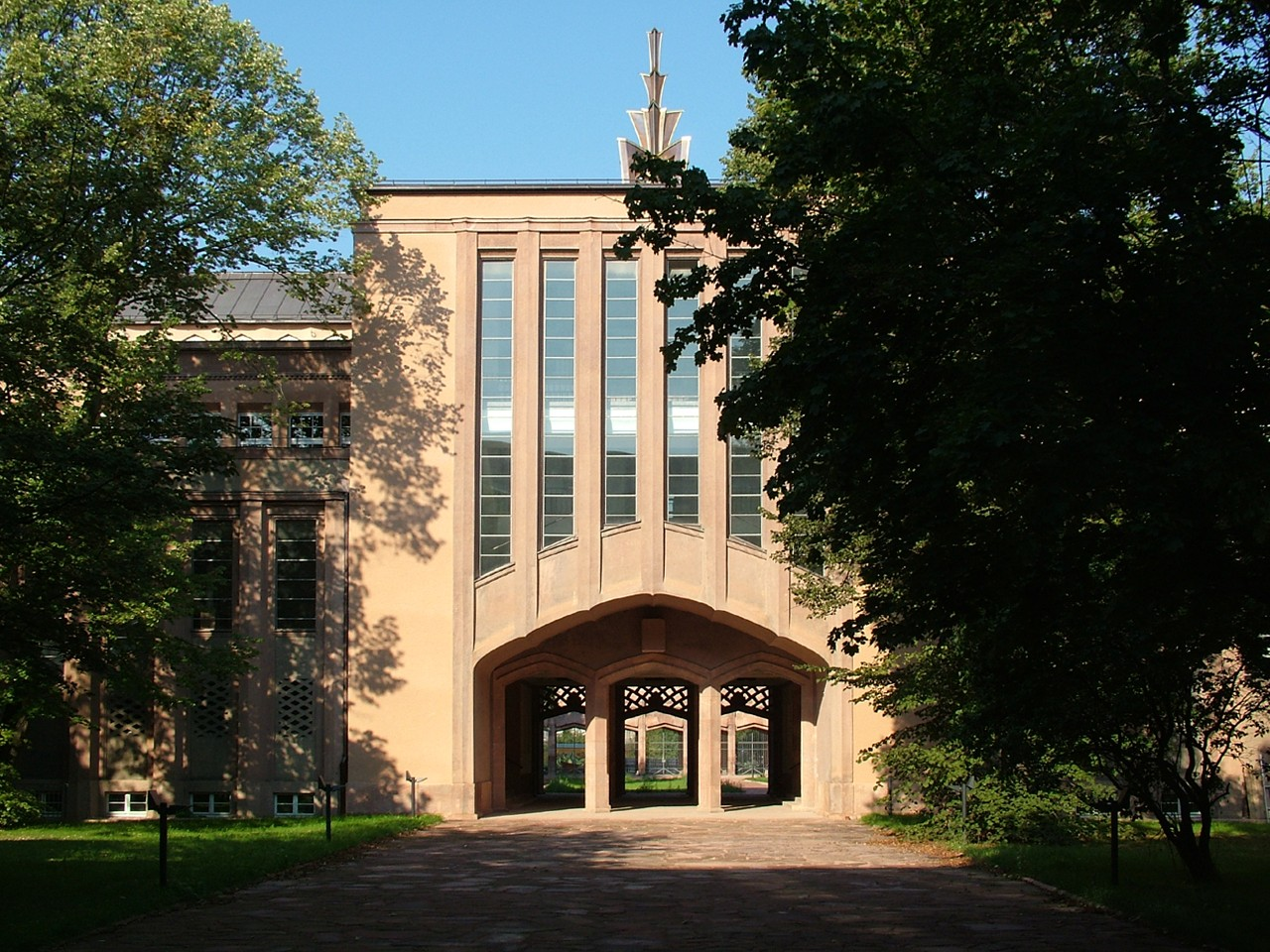
Neues Grassimuseum, zweiter Innenhof

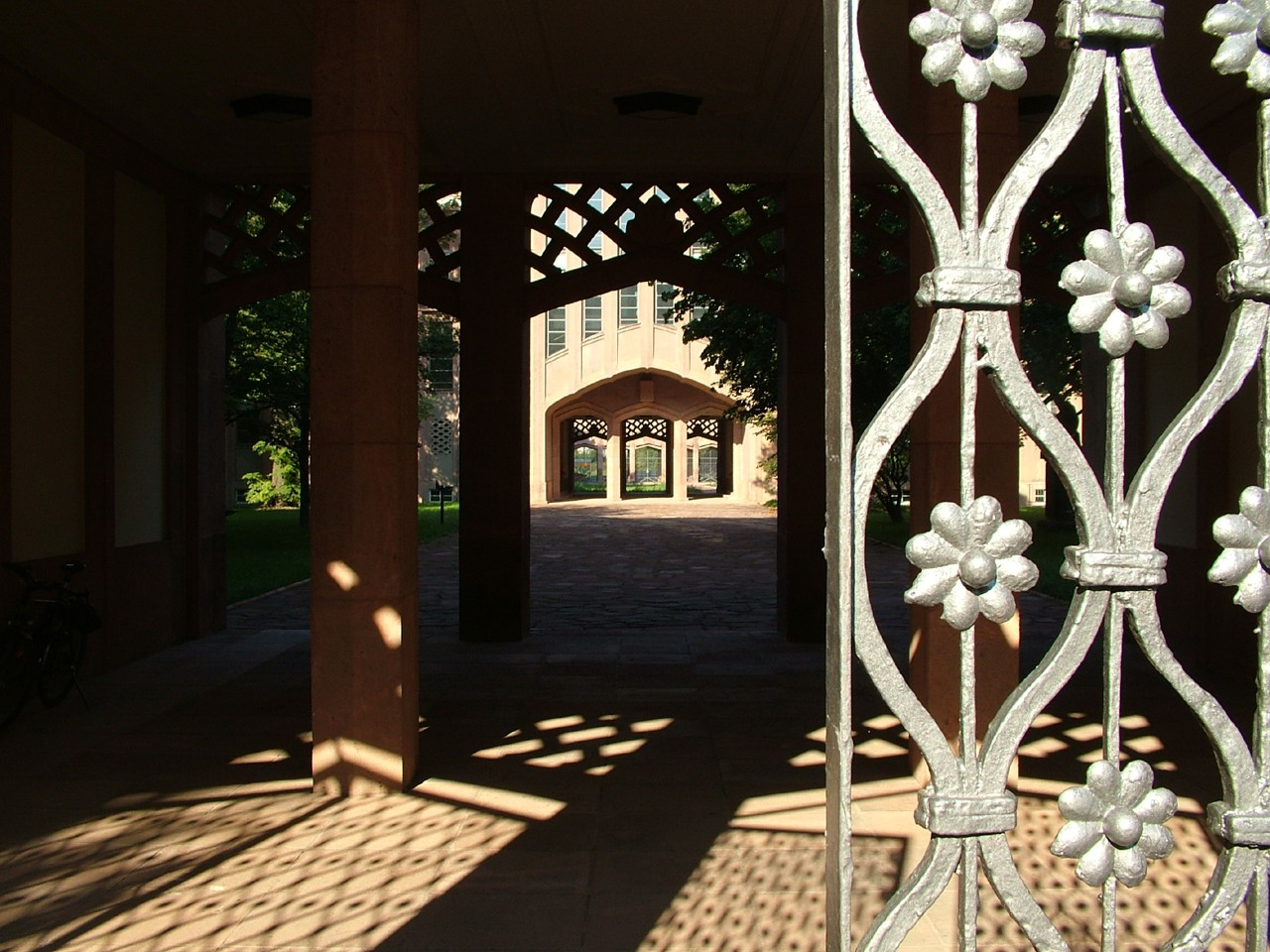
Neues Grassimuseum, Blick vom Johannisfriedhof

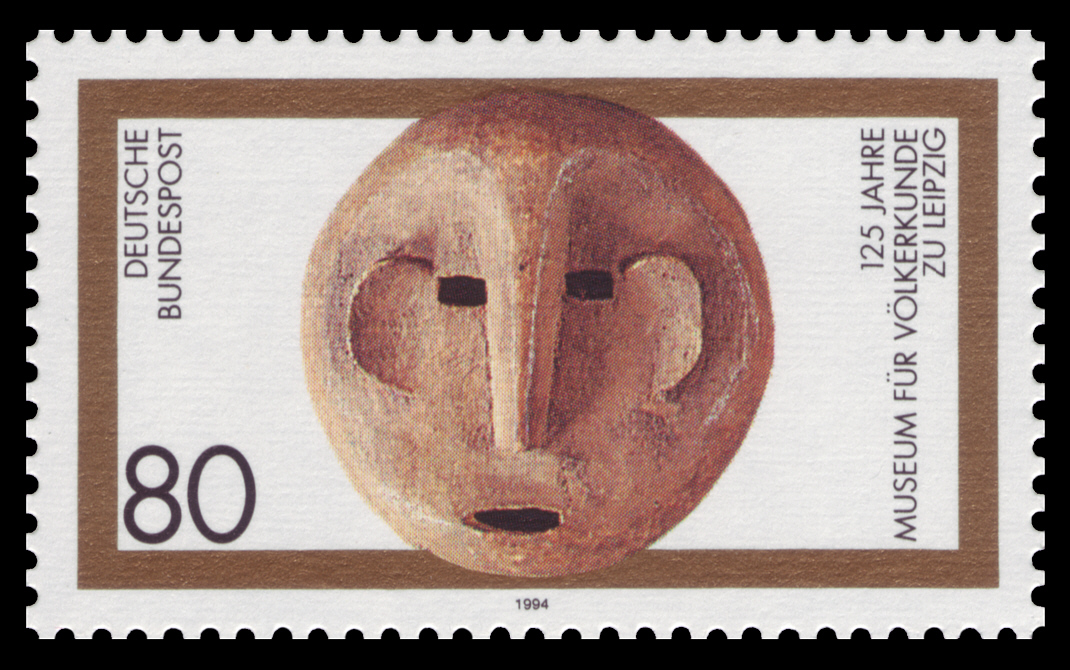
Die deutsche Sonderbriefmarke von 1994 zum 125-jährigen Bestehen des Museums zeigt eine Maske der Makonde

## Geschichte
Die Gründungsurkunde des Museums datiert auf das Jahr 1869; in der Leipziger Zeitung erschien zeitgleich ein Aufruf zur Beteiligung am Erwerb der kulturhistorischen Sammlung des Dresdner Hofrates und Oberbibliothekars Gustav Friedrich Klemm. Im darauf folgenden Jahr konnte die Sammlung tatsächlich angekauft werden; sie wurde zunächst im Gebäude des ehemaligen chemischen Laboratoriums in Leipzig untergebracht. In den folgenden Jahrzehnten wurde der Bestand an Objekten durch den Ankauf verschiedener Sammlungen erheblich erweitert. Von 1873 bis 1904 wurde das Museum von einem Verein „Museum für Völkerkunde“ geleitet; es wurden Ausstellungen in verschiedenen Leipziger Häusern gezeigt. 1874 war die offizielle Eröffnung im ehemaligen Johannishospital erfolgt.
1895 zog die Sammlung in das neu errichtete alte Grassimuseum am Königsplatz – heute Domizil der Leipziger Stadtbibliothek –, das in den vorangegangenen drei Jahren zu diesem Zweck erbaut worden war.
1904 übernahm die Stadt Leipzig die Verwaltung des Museums, 1907 wurde Karl Weule Direktor. In den Jahren 1925 bis 1929 wurde am Johannisplatz das neue Grassimuseum gebaut; 1927 zog das Museum für Völkerkunde ein und nach dem Tod von Karl Weule wurde Fritz Krause neuer Direktor, der das Museum bis 1944 leitete.
Zu Beginn des Zweiten Weltkrieges kam der Museumsbetrieb völlig zum Erliegen. 1943 wurde das Gebäude bei Luftangriffen schwer getroffen, wobei etwa 30.000 Objekte vernichtet wurden. Ab 1947 begann der Wiederaufbau des Hauses und 1954 wurde die ersten Dauerausstellungen wiedereröffnet. Im darauf folgenden Jahr wurde Hans Damm der neue Museumsdirektor; seine Nachfolger waren Wolfgang König (1970–1980), Lothar Stein (1980–2001), Claus Deimel (2000–2018) und Léontine Meijer-van Mensch (2019–2024).
1981 kam es zu einer Havarie der Heizungsanlage, die den Ausstellungsbetrieb für die kommenden vier Jahre zum Erliegen brachte. Erst 1985 konnten wieder Dauerausstellungen besichtigt werden.
Seit 1991 ist das Museum für Völkerkunde zu Leipzig dem Sächsischen Staatsministerium für Wissenschaft und Kunst unterstellt. Im Jahre 1994 wurden anlässlich des 125-jährigen Bestehens eine Sondermarke und ein Sonderbrief von der Deutschen Bundespost herausgegeben. Während der Jahre 2000 bis 2005 fand die Rekonstruktion des Grassimuseums statt, die mit einer vorübergehenden Auslagerung des gesamten Bestandes verbunden war. Im November 2005 wurden die ersten Teile der neuen Dauerausstellungen „Rundgänge in einer Welt“ eröffnet. Komplett war sie dann zum 140. Geburtstag im Jahr 2009. Der Afrika-Teil ist inzwischen einem „Prolog Afrika“ gewichen.
2004 fusionierte das Museum mit den Völkerkundemuseen in Dresden und Herrnhut zu den Staatlichen Ethnographischen Sammlungen Sachsen, die seit 2010 zu den Staatlichen Kunstsammlungen Dresden gehören.
Das Museum für Völkerkunde verfügt über die zweitgrößte Kamerun-Sammlung in Deutschland. Von deren historischen 7432 Inventarnummern gehören 5190 zum aktuellen Bestand. Das Museum plant die Rückgabe von in der Kolonialzeit geraubten Objekten aus Kamerun. Die derzeitige Direktorin Léontine Meijer-van Mensch betonte die Bedeutung der Zusammenarbeit mit den Herkunftsgemeinschaften und der fortlaufenden Forschungen, um den Rückgabeprozess zu gestalten.

## Sammlungsbestand
In der Dauerausstellung werden Exponate aus Afrika, Südostasien und Südasien präsentiert. Zu den ostasiatischen Sammlungen gehören über 20.000 Objekte aus China (inklusive Tibet und Taiwan), Japan (ca. 9.000 Objekte) und Korea (ca. 2.000 Objekte) mit der Ainu-Sammlung, der Japan-Sammlung des ehemaligen Museums der Deutschen Gesellschaft für Natur- und Völkerkunde Ostasiens in Tokio, der Japan-Sammlung für die Weltausstellungen in Wien und Paris, der Japan-Sammlung Karl Rathgens (Tsuba, Menuki, Kozuka, Farbholzschnitte), der Japan-Sammlung des Medizinraths Heinrich Botho Scheube, der Sammlung Hermann Freiherr Speck von Sternburg (u. a. tibetische Thangka und religiöse Plastik, chinesische Drachenroben), der Sammlung Stenz (Shandong), einer Taiwan-Sammlung mit über 300 Objekten der Ureinwohner Taiwans, insbesondere der Tau (Yami) von der Insel Lan Yu.
Der Sammlungsbereich Südostasien besteht aus etwa 11.000 Objekten vor allem aus Indonesien, Thailand und Birma. Von der Malaysischen Halbinsel trug der Wiener Ethnologe Paul Schebesta eine Gruppe von 169 Gegenständen der Semang und Senoi bei. Weitere Sammlernamen sind Dr. v. Noetling (1896, umfangreiche Birma-Sammlung), Th. Dannert (Gegenstände der Batak-Kultur, Sumatra) und die Leipziger Verlegerdynastie Meyer (Kalimantan- und Philippinenbestände). Der Grundstock der Südasiensammlung geht auf Gustav Friedrich Klemm (1802–1867) zurück.
Aus Südindien brachten E. Schmidt 1890 und L. Reichhardt 1914 Hausrat, landwirtschaftliche Geräte und kunsthandwerkliche Erzeugnisse aus dem heutigen Kerala und Tamil Nadu ein. Weiterer Hausrat der singhalesischen Bevölkerung stammt von der Ostküste und aus dem zentralen Hochland des früheren Ceylon/Sri Lanka (Sammlung Eickstedt 1926/27). Von dort stammen auch mehr als 100 Masken des Kolam, einer Volkstheatertradition (aus den Sammlungen Freudenberg von 1898 und Carl Hagenbeck zwischen 1891 und 1898).
Eine Besonderheit der Leipziger Südasiensammlung stammt aus der Expedition des Anthropologen Egon von Eickstedt (1926/27) unter anderem zu den Vedda in Sri Lanka, den Saora im östlichen Zentralindien (Odisha), den Andamaner und Nikobarer. Eine besondere Sammlung stammt aus den Chittagong Hill Tracts (Bangladesch, Sammlung Konietzko 1917, 1927, 1929).
Eine Besonderheit aus Nordasien ist ein komplettes Schamanenkostüm der Ewenken. In den Orient-Sammlungen gibt es nach den Museumsverlusten des Zweiten Weltkriegs wieder eine Turkmenistan-Sammlung.
Den Kern der Ozeaniensammlung bilden rund 20.000 Objekte aus den ehemaligen deutschen Südseeschutzgebieten in Melanesien. Aus Polynesien bilden Objekte aus Fidschi einen Schwerpunkt, der 1885 durch den Kauf der Sammlung des Museums Godeffroy hinzukam.
Australien ist mit Sammlungen von der Ostküste Queenslands (Amalie Dietrich und Eduard Dämel 1864–1872), einer kleinen Sammlung von Schilden aus der Regenwaldregion der Palmer Goldfields (19. Jahrhundert; dort in der Zeit des beginnenden Goldrausches zusammengetragen; Klaatsch) und den Sammlungen aus dem Gebiet der Aranda (Arrernte) und Loritja aus Zentralaustralien (Liebler 1895–1922, vgl. Carl Strehlow) sowie der Tiwi-Sammlung (um 1904–1910) vertreten, während eine umfassende Sammlung von Steinartefakten Tasmanien (Fritz Noetling, um 1900) repräsentiert.

## Ausstellungen
- Das Grassi-Museum für Völkerkunde zu Leipzig zeigt im Frühjahr 2018 die Ausstellung Manga-Manie – Bilder aus fließenden Welten .[6][7]

## Re.inventing Grassi
Mit dem Programm „RE.INVENTING GRASSI“, das seit etwa 2022 läuft, soll eine Neuausrichtung des Museums erreicht werden.